# ユニバーサル・スタジオ・ジャパン20周年“NO LIMIT!”
ユニバーサル・スタジオ・ジャパン20周年“NO LIMIT!”（Universal Studios Japan 20th Anniversary “NO LIMIT!”）は、2021年春から開催されたユニバーサル・スタジオ・ジャパンの開業20周年イベントの総称である。

## 概要
ユニバーサル・スタジオ・ジャパンは、2021年3月31日の開業20周年に先駆け、2020年11月5日にロゴとテーマ「NO LIMIT!」を発表した。
2012年度から2019年度まで、入場者数が1億人を突破して以降、共通スローガンとして「世界最高を、お届けしたい」を使用していた。また、2016年度には「RE-BOOOOOOOORN! さあ、やり過ぎよう、生き返ろう。」、2017年度には「やりすぎ限界突破!!」、2018年度には「熱狂スパイラル!!」などのスローガンを掲げていた。
「NO LIMIT!」には、パークで心と体を解放し、自分の殻を破り、活力を得て豊かな人生を送ってほしいという思いが込められている。

## 第1弾

### 「スーパー・ニンテンドー・ワールド」オープン
2021年春開業とされていた「スーパー・ニンテンドー・ワールド」は、2021年2月4日にオープンする予定だった。しかし、新型コロナウイルス感染症拡大による大阪府の緊急事態宣言発令に伴い、オープンが緊急事態宣言解除後に延期された。最終的に、2021年3月18日にグランドオープンした。

## 第2弾

### NO LIMIT! タイム
| NO LIMIT! タイム NO LIMIT! TIME | NO LIMIT! タイム NO LIMIT! TIME                                                                                     |
| ------------------------------- | --- |
| 開始日                          | 2021年4月13日 |
| 開催場所                        | グラマシーパーク（通常バージョン） 各ステージ・ショー、ストリート・ショー開催場所（ウルトラ・スペシャルバージョン） |
| 開催時間                        | 1日3回（通常バージョン） 14時20分（ウルトラ・スペシャルバージョン）                                                 |
| タイプ                          | ストリート・エンターテイメント                                                                                      |
| 所要時間                        | 約10分 |

「NO LIMIT! タイム」は、9人組ガールズグループ・NiziUが提供したオリジナルコラボ曲「FESTA」に合わせて、パーク内でクルーやエンターテイナーが踊り始め、ゲストと一体になって盛り上がるエンターテインメントだった。
1日1回開催された“ウルトラ・スペシャルバージョン”では、ステージショーやストリートショーのキャラクターを含む多数のクルーとエンターテイナーが参加した。

### ハリウッド・ドリーム・ザ・ライド
「ハリウッド・ドリーム・ザ・ライド」には、NiziUとのコラボレーション曲「FESTA」が2021年4月から搭載された。。

### NO LIMIT!・ストリート・フェスティバル
新しい5つのストリートショーに、20周年を祝うカラフルで一体感のある演出を加え、「NO LIMIT! ストリート・フェスティバル」として開催された。以下のエンターテインメントが含まれた。
- セサミストリート NO LIMIT! エナジー
- ミニオン NO LIMIT! グリーティング
- イースト・ミーツ・ウエスト・セレブレーション
- ワンダーランド NO LIMIT! イースター・ジョイ
- パワー・オブ・ポップ・アンリミテッド

## フード
パーク内のレストランやフードカートでは、20周年を記念した特別なメニューが提供された。
「NO LIMIT! マーケット～ハリウッド！ハリウッド！ハリウッド！」では、ユニバーサル・スタジオ・ジャパンの歴史に基づいた映画テーマのフードが登場した。たとえば、『E.T.』をテーマにした「ずっと友だち！E.T.サンデー ～チョコクランチ～」や、『バック・トゥ・ザ・フューチャー』の「でろりあん・チュリトス ～しろあん～」、『ジョーズ』の「ジョーズ・ドッグ」、『バックドラフト』の「煙が充満！！スーパー・スモーキー・ターキーレッグ」と「黒こげ？炙りBBQターキーレッグ」と「消火せよ！消防士 ～パッションフルーツ＆レモンソーダ～」、『ターミネーター』の「ダダンダンダまん ~ペッパービーフ~」がある。
「フィネガンズ・バー＆グリル」では、聖パトリックの祝日にちなんだ緑を基調とした特別メニューが提供された。

## グッズ
ミニオンやクッキーモンスター、ジョーズをはじめ、懐かしいキャラクターを取り入れた20周年限定グッズが販売された。また、好みのイニシャルやチャームを組み合わせてオリジナルグッズを作成できる「#ユニコレ」も登場し、SNSを通じてゲスト同士が作品を共有する新たな楽しみ方が提案された。
さらに、2021年4月23日には、菅田将暉、野性爆弾くっきー！、Kotoka Izumi、シシヤマザキとコラボした特別グッズが発売された。菅田将暉はウッディー・ウッドペッカーとコラボし、学生時代に好きだったキャラクターと共演したことを喜んだ。くっきー！は「ジョーズ」を奇抜でポップなデザインで表現し、Kotoka Izumiはハローキティを繊細なタッチで描いた。シシヤマザキはミニオンを水彩画風に仕上げた。